# 姬絲·阿基諾
姬絲·阿基諾（1971年2月14日—），為菲律賓女演員。原菲律賓總統柯拉蓉·艾奎諾的小女兒，主演過香港電影《開心鬼上錯身》，2018年參演電影《摘金奇緣》。
阿基諾被譽為菲律賓的“媒體女王”，主持過不少脫口秀和遊戲節目，出演多部電影和電視劇。

## 外部連結
- 姬絲·阿基諾在互联网电影资料库（IMDb）上的資料（英文）